# Luigi Leone (politico)
Luigi Leone (Siracusa, 1858 – Siracusa, 17 ottobre 1938) è stato uno scrittore e politico italiano.

## Biografia
Luigi Leone nacque a Siracusa (Ortigia) nel 1858 in via Resalibera nella casa detta "dei liuni" da una famiglia ricca e benestante. A 18 anni era un giovane dotato di una cultura straordinaria che continuò sempre ad ampliare ed approfondire. Trascorse la giovinezza tra Siracusa, Napoli, Roma e Firenze inserendosi nella vita letteraria del tempo. Studiò legge a Napoli e nel 1880 pubblicò odi e poesie fondando a Siracusa la rivista letteraria L'Alba.
Nel 1882 lasciò Napoli alla morte del padre Antonino, avvocato, e si laureò in giurisprudenza a Catania per intraprendere l'attività nello studio legale ereditato dal padre.
Nel 1883 fondò e diresse la rivista Il Convivio.
Fu eletto membro del Comitato Centrale dei Fasci Siciliani per la provincia di Siracusa il 21 - 22 maggio del 1893 durante il Congresso di Palermo, insieme a Giacomo Montalto per la provincia di Trapani, Nicola Petrina per la provincia di Messina, Giuseppe De Felice Giuffrida per la provincia di Catania, Antonio Licata per la provincia di Girgenti, Agostino Lo Piano Pomar per la provincia di Caltanissetta, Rosario Garibaldi Bosco e Bernardino Verro per la provincia di Palermo.
Partecipò alla riunione del Comitato Centrale tenutasi a Palermo il 3 gennaio del 1894 per la redazione del manifesto del "Lavoratori Siciliani" pubblicato con la data del 4 gennaio del 1894, il giorno stesso della proclamazione dello stato d'assedio per le manifestazioni popolari del mese di dicembre del 1893 che avevano fatto morti in tante parti d'Italia ed in Sicilia.
Sfuggì all'arresto la mattina del 4 gennaio del 1894 travestito da carbonaio diretto al porto di Palermo ove si imbarcò sulla nave diretta a Malta.
Nel 1897 fondò a Siracusa e diresse la rivista culturale Piccola Rassegna, con ambizioni più letterarie che politiche. Nel 1901 fondò a Palermo e diresse la rivista culturale La Domenica. Nel 1912 pubblicò una raccolta di poesie giovanili e nello stesso anno fondò a Siracusa e diresse la rivista Rassegna di Cultura.
Fu repubblicano, socialista e pose come beni inderogabili la giustizia, l'equità e l'emancipazione del proletario ed il diritto di tutti all'istruzione. Fece lunga attività politica a Siracusa anche come Consigliere Comunale rifiutando la candidatura al Parlamento.
Luigi Leone cedette quasi gratuitamente al Comune terreni estesi per case popolari e per la costruzione del nuovo quartiere della Borgata Santa Lucia, ed attinse ai suoi averi personali per opere di beneficenza. Quando il suo patrimonio si esaurì, nella vecchiaia, si ridusse in gravissime ristrettezze economiche, potendo fidare soltanto sul suo lavoro di avvocato che con gli acciacchi dell'età gli diveniva sempre più faticoso.
Luigi Leone è da ricordare storicamente insieme ai grandi socialisti di quel tempo, come De Felice Giuffrida, Friscia, Barbato, Verro, G. Ballerini, Colajanni, Ciralli, Petrina, Giuseppe Montalto, Bosco Garibaldi ed altri apostoli del socialismo in Sicilia.
Morì poverissimo nel vecchio Ospedale Civile di Siracusa il 17 ottobre del 1938.

## Pubblicazioni
- Luigi Leone, Memorie. Versi di Luigi Leone, Siracusa, Trombatore & Senia, 1878.